# Davagna

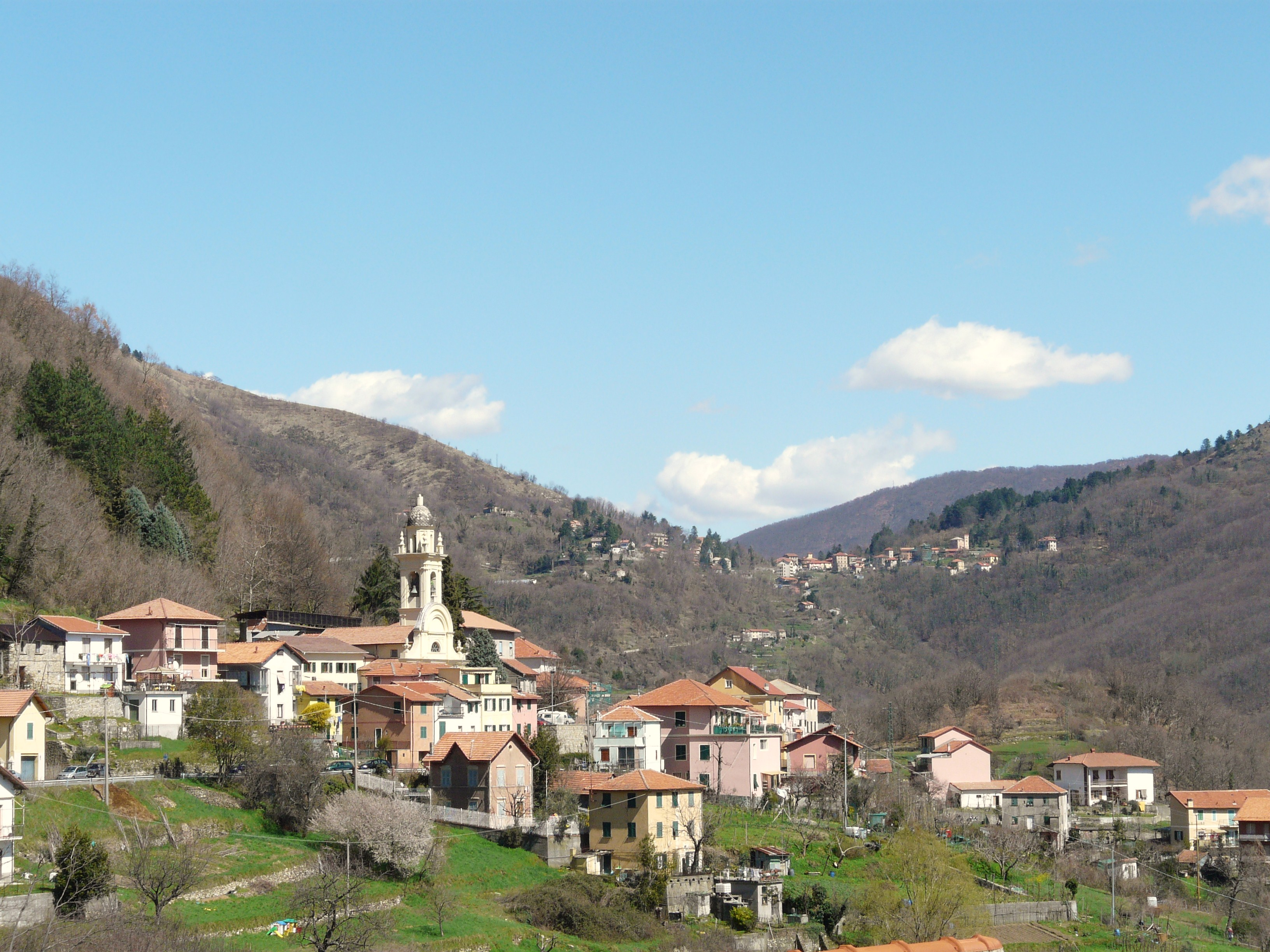
Davagna (Provinz Genua) Ligurien

Davagna (ligurisch Davagna, im lokalen Dialekt Dägna) ist eine italienische Gemeinde in der Metropolitanstadt Genua mit 1824 Einwohnern (Stand 31. Dezember 2023).

## Geographie
Die Gemeinde liegt im Tal Bisagno des Ligurischen Apennin. Die Entfernung zur ligurischen Hauptstadt Genua beträgt ungefähr 25 Kilometer.
Davagna gehört zu der Comunità Montana Alta Valle Scrivia und das Territorium der Kommune liegt im Parco naturale regionale dell’Antola (Regionaler Naturpark Antola).
Nach der italienischen Klassifizierung bezüglich seismischer Aktivität wurde Davagna der Zone 4 zugeordnet. Das bedeutet, dass sich die Kommune in einer seismisch inerten Zone befindet.